# グットクルー
グットクルーは、「神戸発アイドル」として関西を中心に活躍する女性アイドルグループである。2020年結成。2023年11月から活動休止期間を設け強化合宿に入る。2024年3月に活動再開後、在阪テレビ局にてレギュラー冠番組を持つなど精力的に活動している。タツミコーポレーション内、TiEAMP entertainment所属。　　　　　　　　　　　　

## 概要
2020年4月、業界未経験の西野もえ、葵まお、遠山ひよりの3人で結成。その後、薺ららの加入、遠山ひよりの卒業、一ノ瀬りの、天羽さらの加入を経て5人体制に。その後、葵まおが就職のため脱退し4人体制になったが強化合宿後にまおが復帰。再び5人で活動を再開した。
「神戸発アイドル」として神戸のプロスポーツチーム、オリックス・バファローズやヴィッセル神戸の冠試合を主催。「神戸まつり」「kobe Love Portみなとまつり」といった神戸のイベントにも積極的に参加し神戸を盛り上げている。
コンセプトは「FUNKY POP ROCK」。一般的な女性アイドルの楽曲よりロック系、メタル系寄りの楽曲が多く、ロックバンドのメンバーからの楽曲提供も多い。
2024年9月、結成当時からの悲願だった神戸を代表する大型ホール・神戸国際会館こくさいホールでのワンマンライブを開催。満員御礼の成功を収める。
2025年6月、初期メンバーだった薺ららが卒業。

## メンバー
| 名前                       | カラー | 加入年月日 | 愛称       | 備考                                   |
| -------------------------- | ------ | ---------- | ---------- | -------------------------------------- |
| 葵まお（あおいまお）       | 青     | 2020年4月  | まおちゃん | 最年長。ファンネームは「まおしか軍団」 |
| 西野もえ（にしのもえ）     | ピンク | 2020年4月  | もえぴん   | ファンネームは「もえばにあふぁみりー」 |
| 一ノ瀬りの（いちのせりの） | 緑     | 2022年9月  | りーの     | 現キャプテン                           |
| 天羽さら（あまはねさら）   | 紫     | 2022年9月  | さらぴ     | 最年少                                 |

## 略歴

### 2020年
- 6月　ラジオ関西 冠番組「グットクルーのグッとくるRADIO」スタート[9]
- 9月　ステージデビュー

### 2021年
- 7月 「kobe Love Portみなとまつり2021」出演[10]
- 9月　関西コレクション＠京セラドーム出演[11]

### 2022年
- 1月 　1stアルバム「ROAD TRIP」リリース[12]
- 5月　TIF2022 西日本ブロックA ３位
- 7月 「kobe Love Portみなとまつり2022」出演[13]
- 9月　一ノ瀬りの、天羽さらが加入
- 12月　葵まお　卒業

### 2023年
- 4月 　ヴィッセル神戸ホーム戦  冠試合を担当[14]
- 5月 「神戸まつり2023」出演[15]
- 7月 「kobe Love Portみなとまつり2023」出演[16]
- 8月　オリックス・バファローズ戦  冠試合開催”始球式”担当[17]
- 10月　デビュー3周年ワンマンライブにて活動休止を発表[18]
- 11月　東京で強化合宿に入る

### 2024年
- 2月　2ndアルバム「クルージングッ！」配信限定リリース[19]
- 3月　復活公演「Reboorn」開催　葵まお復帰[20]
- 3月　東京合宿から復活ライブまでを描いた特番「グットクルーの挑戦～神戸発アイドル・復活への道～」がテレビ大阪にて放送される。[21]
- 4月　地上波冠番組 テレビ大阪「はばたけ！グットクルー！」放送開始　MC：みなみかわ[22]
- 4月　オリックス・バファローズ戦 冠試合開催”始球式”担当[23]
- 8月　ヴィッセル神戸ホーム戦  冠試合を担当[24]
- 9月　神戸国際会館こくさいホールワンマンライブ開催[25]
- 11月　タイ・バンコクで初の海外遠征[26]
- 12月　3rdアルバム「FLY HIGH FIVE」メジャーリリース[27]
- 12月　テレビ大阪にて特番「世界にはばたけ！グットクルー！INタイ」が放送[28]

## ディスコグラフィー

### アルバム
| タイトル         | リリース日     | 収録曲 |
| ---------------- | -------------- | --- |
| ROAD TRIP        | 2022年1月5日   | 1.-intro- 2.Aim High 3.フロントクラクション 4.THE MOMENT 5.Bye Bye Little Girl 6.BFF〜Best Friend Forever〜 7.Bad Crew 8.BRAVE 9.ビットライフサバイブ 10.オールスパイス 11.NEW AGE 12.ストレリチア 13.コウカイノキセキ |
| クルージングッ！ | 2024年2月20日  | 1.グッモーニン☆ジャンキー 2.グッとくるサマー 3.Because it!! 4.アオハルタイムライド 5.URAMESHIYA 6.触発エマージェンシー！ 7.夢見がちSound ＆ Beat 8.愛Sing!! 9.ラッキーラッシュ！ 10.オシャレマジック! 11.Youth         |
| FLY HIGH FIVE    | 2024年12月24日 | 1.YEAH!! 2.ラブちゅちゅ宇Chu!! 3.爆レスどきゅん♡ 4.ESCAPE! 5.開港☆あっぱーらんどまーく 6.ショコラって♡パティシエール 7.めっちゃいーじゃんぐる 8.グッドジャーニー 9.Raise the Sail                                      |

## タイアップ
| 起用年 | 楽曲                    | タイアップ                                       |
| ------ | ----------------------- | ------------------------------------------------ |
| 2022年 | アオハルタイムライド    | 関西テレビ 「ロザンのクイズの神様」EDテーマ曲    |
| 2023年 | グッモーニン☆ジャンキー | 関西テレビ 「ウラマヨ！」EDテーマ曲              |
| 2024年 | ラブちゅちゅ宇Chu!!     | 朝日放送「やすとものいたって真剣です」EDテーマ曲 |